# Gaudio Catellani
Gaudio Catellani (San Maurizio (Reggio Emilia), 12 luglio 1952 – Cremona, 27 gennaio 2019) è stato uno scrittore, cantante e compositore italiano.
Gaudio Catellani è stato un artista reggiano. È nato a San Maurizio (Reggio Emilia) di Reggio Emilia il 12 luglio 1952. Morto il 27 gennaio 2019 presso l'ospedale Oglio Po di Cremona.

## Biografia
Gaudio Catellani è stato poeta, scrittore,  cantante, compositore, musicista e totalmente autodidatta. La sua vita artistica spazia dalla poesia alla vignettistica, dalla satira alla musica. Conosce quattro lingue ma la sua principale produzione avviene in dialetto reggiano.
Inizia la sua carriera artistica avviene nel 1981, quando riceve un premio nazionale di satira politica, seguito da una mostra di vignette con relativa pubblicazione intitolata Politicalia edita da Il Voltone di Reggio Emilia.
Il suo gruppo principale è stato il Trietto assieme a Dante Cigarini e Luigi Melloni, coi quali ha vinto nel 1990 il festival Canta San Prospero. Ha fatto parte anche del gruppo autoreferente chiamato Gaudio e il Duetto con Franco Setti. Sono state numerose anche le collaborazioni con personaggi della zona emiliana quali Gianni Dagolini, Erika Moratto, Giuliana Varotti e Felice Tavernelli.
Vanta oltre 450 canzoni toccando diversi generi, quello popolare dialettale, dal pop melodico al rock.
Ha pubblicato oltre diciotto album e svariate canzoni grazie alla collaborazione del maestro Uberto Pieroni che ha riarrangiato buona parte della sua opera.
Ha partecipato a collaborazioni con importanti orchestre di artisti quali Titti Bianchi o Ruggero Scandiuzzi.

## Discografia

### Con i Trietto
- Trietto Schêrs 1
- Trietto Wanted 2
- The Best 3 (Le Bestie)
- Trieccoci 4

### Con i Gaudio e il Duetto
- Pôvr’Itâlia
- Dueccoci!

### Da Solista
- 100% Gaudio
- Super Gaudio
- Giù per Gaudio
- Comprami
- Covers
- Stella
- Pim,Pum,Pam
- Buon Natale
- Il PCI della gente

### Con Alessandro Catellani
- Ale 0-16

### Con Franco Setti, Gianni Dagolini, Erika Moratto e Giuliana Varotti
- Gaudio S.p.A.

### Con Franco Setti
- Via con lei

### Con Felice Tavernelli
- Lisio come l'olio